# Thalassodendron
Thalassodendron is een geslacht uit de familie Cymodoceaceae. De soorten groeien in zee langs de kusten van de Indische Oceaan en de westelijke Grote Oceaan.

## Soorten
- Thalassodendron ciliatum
- Thalassodendron leptocaule
- Thalassodendron pachyrhizum